# Heiko Klatt

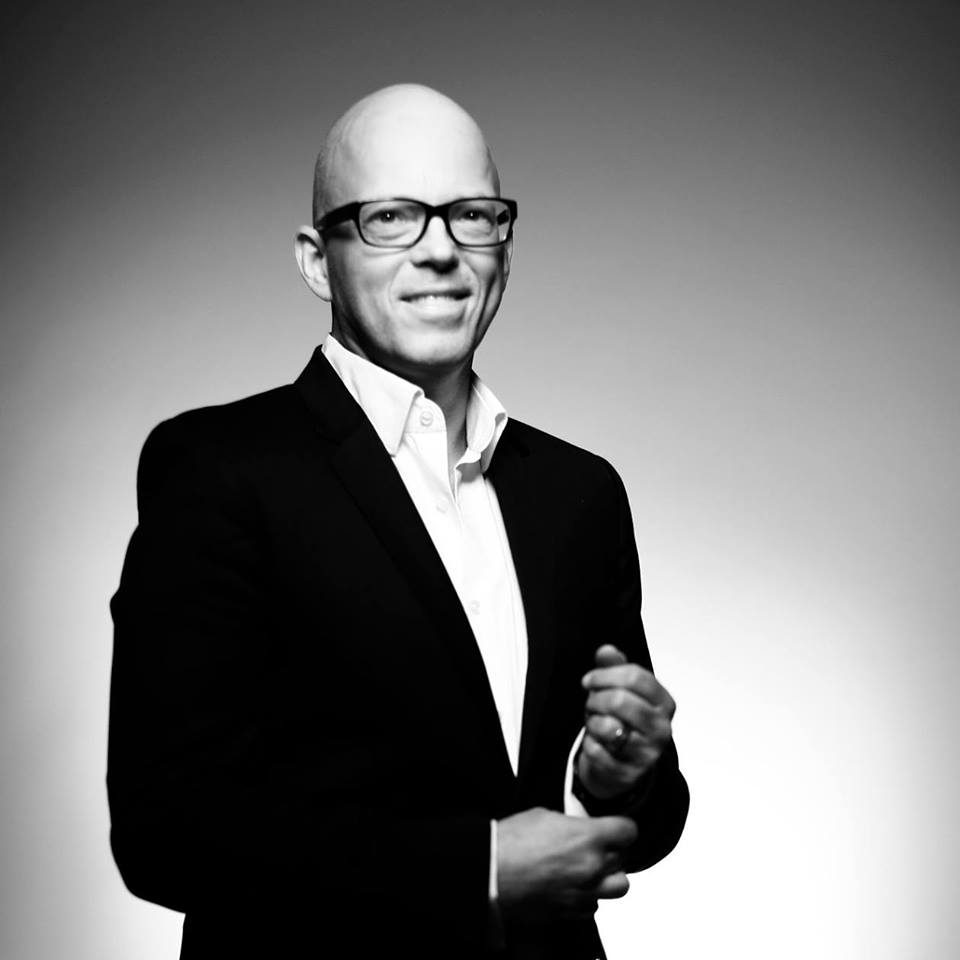
Heiko Klatt (2016)

Heiko Klatt  (* 1. Juni 1965 in Lübeck) ist ein deutscher Rechtsanwalt mit den Fachgebieten Medienrecht und Presserecht. Er arbeitet auch als Dozent für Medienrecht an der Rheinischen Fachhochschule Köln.

## Akademischer Werdegang
Klatt wurde 1965 in Lübeck geboren. Von 1985 bis 1992 studierte er Rechtswissenschaften an der Universität zu Köln sowie der Freien Universität Berlin. Von 1994 bis 1996 arbeitete er als freier juristischer Mitarbeiter in einer Rechtsanwaltskanzlei. Seit 1996 ist er Rechtsanwalt und seit 2004 Dozent für Medienrecht an der Rheinischen Fachhochschule Köln.

## Tätigkeit als Rechtsanwalt und Gutachter
Durch Mandate in medial beachteten Verfahren wurde Klatt auch öffentlich bekannt. Er wurde 2016 unter The Legal 500 Deutschland gelistet. Seine Fachgebiete sind Medienrecht und Presserecht.
Er vertrat den Moderator Stefan Raab in medien- und presserechtlichen Angelegenheiten und verhinderte, dass Informationen über Raabs Privatleben in der Öffentlichkeit bekannt wurden. Für Olympiasieger Christoph Harting setzte Klatt 2017 wegen der Verbreitung falscher Tatsachenbehauptungen eine Gegendarstellung auf der Titelseite der Bild-Zeitung durch. Klatt erwirkte für den Fußballnationalspieler Julian Draxler sowie seine Freundin Lena Stiffel zahlreiche einstweilige Verfügungen gegen mehrere deutschen Presseverlage wegen diverser unzulässiger Eingriffe in deren Privatsphäre. Außerdem ging er rechtlich gegen die Aufführung eines Theaterstücks über den Suizid des Torhüters Robert Enke am Berliner Maxim-Gorki-Theater vor.
Er ist als Rechtsanwalt für zahlreiche weitere Prominente aufgetreten, darunter unter anderen den Rekord-Fußballnationalspieler Lothar Matthäus, Miroslav Klose, Ulf Kirsten, Wladimir Klitschko und Vitali Klitschko, Priscilla Presley, Tic Tac Toe, Die Toten Hosen, Wolfgang Petry, Heino, den Rapper Sido, Cro, Lena Meyer-Landrut, Die Atzen, H-Blockx-Frontmann Henning Wehland, Thomas Anders, Eckart von Hirschhausen, Matthias Opdenhövel, Teresa Enke, Steven Gätjen, Carolin Kebekus, Charlotte Roche und die erste deutsche SIRI aka Heike Hagen. Ferner arbeitet er für diverse TV-Produktionsgesellschaften u. a. für die sämtliche Raab-Produktionen herstellende Brainpool TV GmbH und ehemals für die Lopavent (Love Parade GmbH).
Klatt gehörte zu den Gutachtern, die im Auftrag der jeweiligen Rundfunkräte der öffentlich-rechtlichen Rundfunkanstalten (Westdeutscher Rundfunk, Südwestrundfunk) bezüglich des gesetzlichen Funktionsauftrages gutachterliche Untersuchungen zu den marktlichen Auswirkungen von verschiedenen Telemedienangeboten im Rahmen des mit dem 12. RÄndStV in Deutschland eingeführten „Drei-Stufen-Test“ durchgeführt haben.
2012 erstatte Klatt für seine damalige Mandantin Gina-Lisa Lohfink wegen angeblicher Vergewaltigung durch zwei Männer unter Einsatz von K.-o.-Tropfen Strafanzeige. Da Lohfink jedoch nach Überzeugung des Gerichts einvernehmlichen Geschlechtsverkehr mit den beiden hatte, wurde sie 2016 für diese Anzeige wegen falscher Verdächtigung letztlich zu einer Geldstrafe von 80 Tagessätzen verurteilt.
2013 vertrat Klatt den Rapper Sido erfolgreich in einem Prozess wegen übler Nachrede gegen das Wiener Boulevardblatt Kronen Zeitung. Nachdem es Serdar Somuncu 2017 per einstweiliger Verfügung untersagt worden war, eine Redakteurin des Westdeutschen Rundfunks öffentlich weiter als „WDR-Fotze“ zu bezeichnen, legte Klatt für Somuncu Widerspruch vor Gericht ein. Das Gericht hielt die Bezeichnung jedoch für unterlassungswürdig. Klatt vertrat 2017 auch Carolin Kebekus, als diese versuchte, eine Medienberichterstattung über eine angebliche Beziehung mit Somuncu untersagen zu lassen. Das Oberlandesgericht Köln gab jedoch der berichtenden Zeitung recht.
Klatt ist seit 2016 zugleich Chefredakteur und Autor der Print-Publikation Rechtssicher Online. Er vertrat den Ex-Fußballspieler Christoph Metzelder, der im September 2020 wegen Verbreitung von Kinderpornografie angeklagt wurde. Klatt versuchte in den Jahren 2019 und 2020 die Berichterstattung über seinen Mandanten zu verhindern und mahnte zahlreiche Medien sowie im August 2020 auch den Comedian Oliver Pocher deswegen ab. Metzelder wurde nach einem Teilgeständnis im April 2021 zu einer Haftstrafe von zehn Monaten auf Bewährung verurteilt.

## Sonstiges
Klatt arbeitete von 1992 bis 1996 als Aufnahmeleiter bei der RTL Television GmbH und der Magic Media Company GmbH sowie von 1994 bis 1998 zunächst als freier Mitarbeiter und ab 1996 als geschäftsführender Gesellschafter für die MAC musicmanagement & artist consulting GmbH, Köln, die u. a. für Marius Müller-Westernhagen tätig war.
Klatt war als Musikmanager 1996 Preisträger des von dem TV-Sender VIVA vergebenen Medienpreises „Comet 1996“ in der Kategorie „Beste Marketingkampagne des Jahres“. 2013 entwickelte und produzierte Klatt gemeinsam mit der Red Seven GmbH sowie der TVision GmbH die TV-Unterhaltungsshow Die große Zeitreiseshow moderiert von Johannes B. Kerner für das ZDF.

## Veröffentlichungen
- mit Rolf Moser und Andreas Scheuermann: Das Plagiat in der Musik In: Handbuch der Musikwirtschaft. Josef Keller Verlag München, 2003, ISBN 3-7808-0188-4, S. 961–977
- Zur Reichweite des Laufbildschutzes bei der Frage der freien Benutzung i.S. des § 24 Abs. 1 UrhG. In: Zeitschrift für Medien- und Kommunikationsrecht (AfP). Verlag Dr. Otto Schmidt Köln, 2008, ISSN 0949-2100.
- mit Carsten Markfort: Musik im Film, Die Rechtelizenzierung in Theorie und Praxis. In Festschrift für das Erich-Pommer-Institut. Schriftenreihe des Erich Pommer Instituts Potsdam, 2009, ISBN 978-3-89158-498-9.
- Die Kerngleichheit als Grenze der Prüfungspflichten und der Haftung des Hostproviders. In: Zeitschrift für Urheber- und Medienrecht (ZUM). Nomos Verlag Baden-Baden, 2009, Frankfurter Allgem. Buch, 2010, ISSN 0177-6762.
- Die urheberrechtliche Einordnung personalisierter Internet-Radios. In: Computer und Recht (CR). Verlag Dr. Otto Schmidt Köln, 2009, ISSN 0179-1990.
- Rechtssicher Online. VNR Verlag für die deutsche Wirtschaft Bonn, ISSN 2367-2129
- mit Rolf Moser, Andreas Scheuermann und Florian Drücke: Das Plagiat in der Musik. In: Handbuch der Musikwirtschaft. Verlag C.H.BECK München, 7. Auflage 2018, ISBN 978-3-406-72028-4,7, S. 602–618.